# Pinna nobilis
Pinna nobilis (Linnaeus 1758), comunemente nota come nacchera, pinna comune, cozza penna o stura, è il più grande bivalve presente nel Mar Mediterraneo. Può raggiungere un metro di lunghezza. La sua raccolta è vietata a causa del suo rischio di estinzione. In ogni caso, pur essendo edule, trattandosi di un mollusco filtratore, è estremamente rischioso mangiarlo in quanto assorbendo in continuazione acqua dal mare accumula grandi quantità di inquinanti e patogeni. Per questo motivo è stato utilizzato come indicatore dell'inquinamento marino (anche nucleare presso la Maddalena).

## Distribuzione e habitat

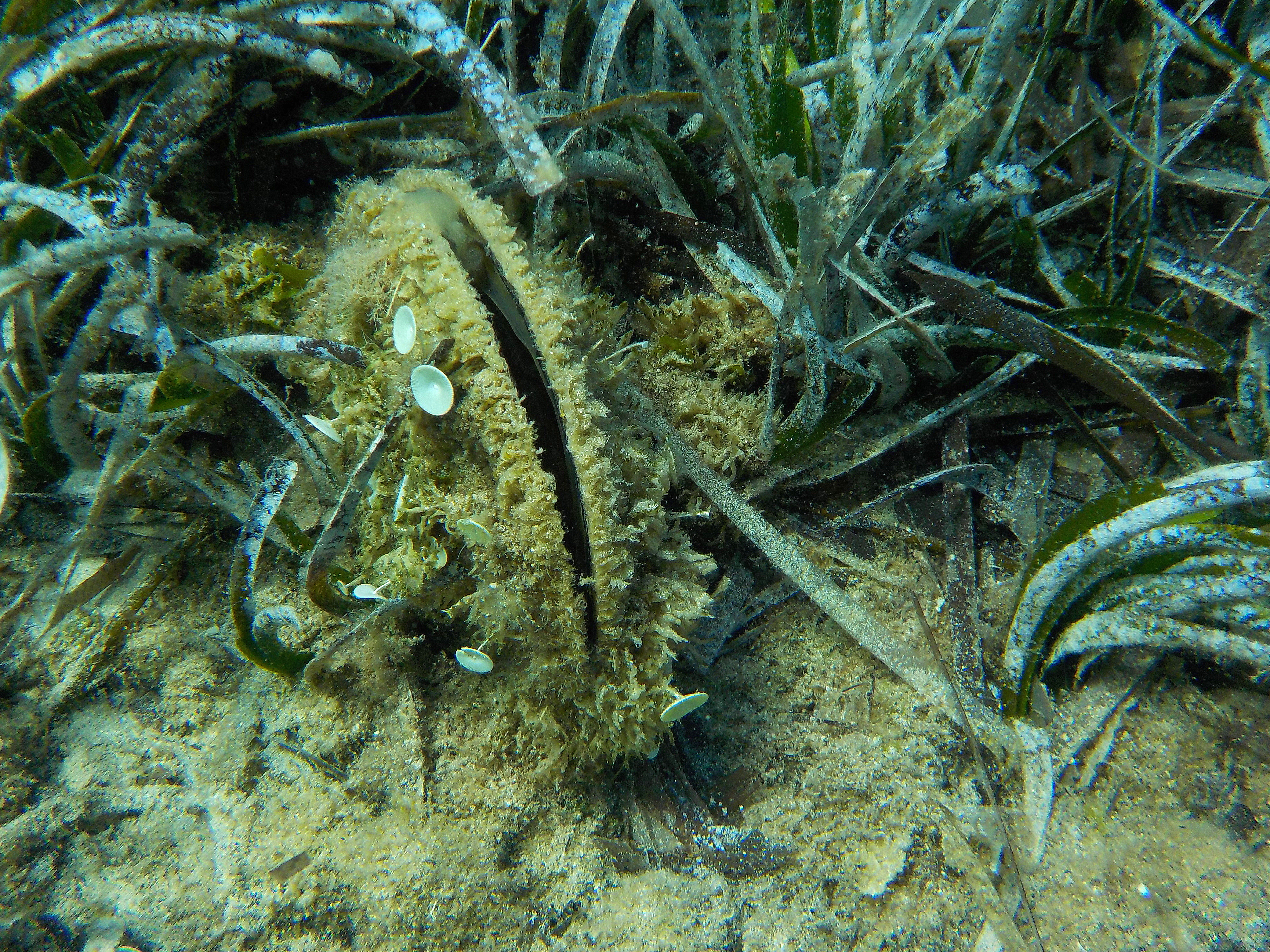
Pinna nobilis in una prateria di posidonie

Endemica del Mar Mediterraneo, è spesso situata in mezzo alle praterie di Posidonia oceanica, da pochi metri fino a 40 di profondità. Ne è stata segnalata nel 2008 la ricomparsa anche in corrispondenza delle lagune di Grado, Marano e Venezia, come apparente conseguenza delle scogliere artificiali del progetto MOSE: negli anni 1950-'60 si era assistito alla sua progressiva scomparsa a causa dell'inquinamento lagunare causato dagli scarichi del polo industriale di Marghera.
Presente anche nell'area Protetta di Punta Campanella in costiera amalfitana nel 2016 in una fase di studi fu appurato un forte rischio di estinzione a causa di un virus marino che affligge la specie con casi riscontrati anche a ridosso delle coste spagnole.
È un organismo sessile che vive fissato con la parte appuntita della sua conchiglia triangolare nella sabbia o nella roccia.

## Descrizione
Per nutrirsi e respirare pompa l'acqua nella cavità del mantello mediante un sifone inalante e poi la emette attraverso uno esalante. Le valve hanno il margine posteriore arrotondato e presentano una ventina di coste radiali con scaglie a forma di canali. Il colore è bruno con scaglie più chiare; l'interno è bruno e lucente con la parte anteriore madreperlacea.
Possono vivere più di 20 anni e raggiungere un metro di lunghezza, ma la dimensione media della conchiglia di un esemplare adulto è intorno ai 65 cm. Ha uno sviluppo abbastanza rapido nei primi anni di vita, in media di 10 cm per anno; raggiunta la maturità sessuale, intorno ai 40 cm, l'accrescimento rallenta e si assesta su circa 10 cm ogni 3 anni.

## Simbiosi
Al suo interno ospita talvolta in simbiosi crostacei decapodi, come Pontonia pinnophylax e Pinnotheres pinnotheres.
Tipica l'epibiosi con organismi che si insediano sulla parte esterna del guscio quali alghe, briozoi, ascidie e spugne.

## Specie affini
Molto simile alla Pinna rudis, da cui si distingue per l'assenza o la scarsa marcatura delle costolature sulla conchiglia.

## Bisso marino
Come tanti molluschi marini, produce dei filamenti con i quali si ancora al fondo del mare. Questi fili, sottili e robusti, costituiscono il materiale con cui si fabbrica il filamento detto bisso marino, utilizzato in passato per la tessitura di preziosi indumenti dai colori cangianti. A seguito della tutela della specie, la lavorazione del bisso marino è quasi del tutto scomparsa.

## Conservazione
La Lista rossa IUCN classifica Pinna nobilis come specie in pericolo critico di estinzione (Critically Endangered).
È una specie minacciata dalla raccolta per il collezionismo. Durante il 2018 si sono registrati in tutto il Mediterraneo eventi di mortalità di massa (MME, mass mortality event) di Pinna nobilis dovuti al protozoo parassita Haplosporidium pinnae che dove presente ha sterminato circa il 95% delle popolazioni preesistenti, aumentando esponenzialmente il rischio di estinzione. È stato avviato un progetto di citizen science rivolto a cittadini per la ricerca di eventuali individui della specie ancora vivi

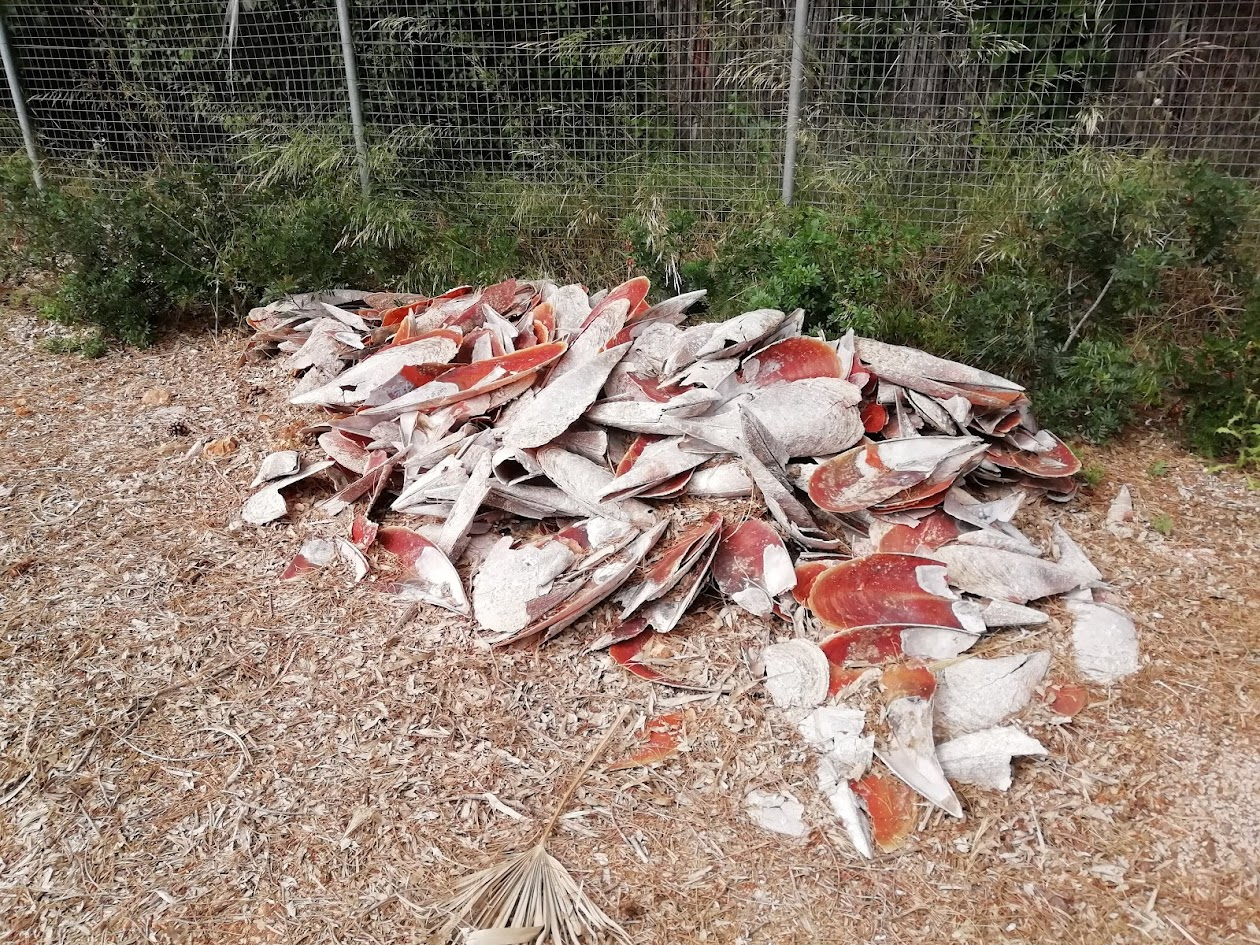
Gusci di Pinna Nobilis presso il recinto della sede del parco di Porto Conte raccolte dopo una forte mareggiata lungo la spiaggia di Mugoni a seguito della moria

È inserita negli allegati della Direttiva 92/43/CEE (Direttiva Habitat) dell'Unione europea e nei successivi aggiornamenti Direttiva 2006/105/CE , elencata nell'Allegato IV - Specie animali e vegetali di interesse comunitario che richiedono una protezione rigorosa e perciò ne è vietata la raccolta se non per scopi scientifici.

### In Italia e Slovenia
Recenti studi e progetti in collaborazione con l'Unione europea sono dediti all'incremento popolativo della specie onde evitarne l'estinzione .
Nel mese di dicembre 2023, il progetto Life Pinna, in collaborazione con Arpa Liguria ha dichiarato che una decina di esemplari di Pinna Nobilis verranno trapiantate nell’area di tutela marina di Capo Mortola, antistante la città di Ventimiglia, in provincia di Imperia.